# Emmanouela Katzouraki
Emmanouela Katzouraki (griechisch Εμμανουέλα Κατζουράκη, * 14. Mai 2001 in Chania) ist eine griechische Sportschützin im Wurfscheibenschießen in der Disziplin Skeet.

## Leben und Karriere
Katzouraki stammt aus der Stadt Chania auf Kreta. Sie begann nach eigenen Angaben aus Neugier mit dem Schießen, als sie 14 Jahre alt war. Anfangs schoss sie mit der Pistole, dann wechselte sie zum Wurfscheibenschießen mit Skeet. Nach der Schule nahm sie das Studium der Pharmazie an der Aristoteles-Universität Thessaloniki auf. Sie trainiert in ihrer Heimatstadt Chania mit Giorgos Salavantakis und pendelt zwischen den beiden Orten (Stand 2023).
Seit 2015 nimmt Katzouraki an Schießwettbewerben teil. In den Jahren 2015, 2016, 2018 und 2020 wurde sie griechische Meisterin im Skeet. 2020 stellte sie mit 123/125 den griechischen Rekord auf.
2021 gewann sie die Bronzemedaille bei den Jugend-Schießweltmeisterschaften in Peru.
2022 erlangte sie bei den Mittelmeerspielen in Oran die Silbermedaille. Während sie im selben Jahr bei den Schieß-Europameisterschaften in Zypern Platz 14 erreichte und sich nicht für das Finale qualifizieren konnte, kam sie beim Schieß-Weltcup in Baku 2022 auf den vierten Platz. 
Beim ISSF Weltcup in Rabat gewann sie Anfang des Jahres 2023 die Silbermedaille im Skeet der Frauen und die Bronzemedaille zusammen mit Giannis Gogolakis im Mixed-Wettbewerb Skeet. Katzouraki nahm anschließend an den Europaspielen in Krakau teil und gewann eine Silbermedaille im Skeet. Kurz darauf trat sie bei den Schieß-Weltmeisterschaften 2023 in Baku an und kam auf den dritten Platz beim Wurfscheibenschießen mit Skeet. Mit dieser Bronzemedaille qualifizierte sie sich für die Olympischen Sommerspiele 2024 in Paris.
Im Mai 2024 gewann sie mit ihrem Teamkollegen Efthimios Mitas bei den europäischen Schießmeisterschaften in Lonato del Garda eine Silbermedaille im Wettbewerb Mixed Team Skeet.
2025 nahm Emmanouela Katzouraki an den Schieß-Europameisterschaften in Châteauroux teil und gewann im Skeet Solo Wettbewerb die Goldmedaille.